# برنار لي كوك
برنار لي كوك (بالفرنسية: Bernard Le Coq)‏
```
(و. 
1950
 – 
م
)
[
2
]
 هو 
ممثل
[
1
]
 من 
فرنسا
 .
[
3
]
```

## روابط خارجية
- برنار لي كوك على موقع IMDb (الإنجليزية)
- برنار لي كوك على موقع ألو سيني (الفرنسية)
- برنار لي كوك على موقع أول موفي (الإنجليزية)
- برنار لي كوك على موقع قاعدة بيانات الأفلام السويدية (السويدية)
- برنار لي كوك على موقع قاعدة بيانات الفيلم (الإنجليزية)
- برنار لي كوك على موقع كينوبويسك (الروسية)